# Beilschmiedia glandulosa
Beilschmiedia glandulosa är en lagerväxtart som beskrevs av N.H.Xia, F.N.Wei & Y.F.Deng. Beilschmiedia glandulosa ingår i släktet Beilschmiedia och familjen lagerväxter. Inga underarter finns listade i Catalogue of Life.